# Авон ла Пез
Авон ла Пез (фр. Avon-la-Pèze) насеље је и општина у североисточној Француској у региону Шампања-Ардени, у департману Об која припада префектури Ножан сир Сен.
По подацима из 2011. године у општини је живело 197 становника, а густина насељености је износила 15,51 становника/km². Општина се простире на површини од 12,7 km². Налази се на средњој надморској висини од 140 метара.

## Демографија
| 1962. | 1968. | 1975. | 1982. | 1990. | 1999. | 2011. |
| ----- | ----- | ----- | ----- | ----- | ----- | ----- |
| 113   | 135   | 108   | 115   | 114   | 118   | 197   |

График промене броја становника у току последњих година